# Bulbophyllum subuliferum
Bulbophyllum subuliferum là một loài phong lan thuộc chi Bulbophyllum.